# Theodor Maas

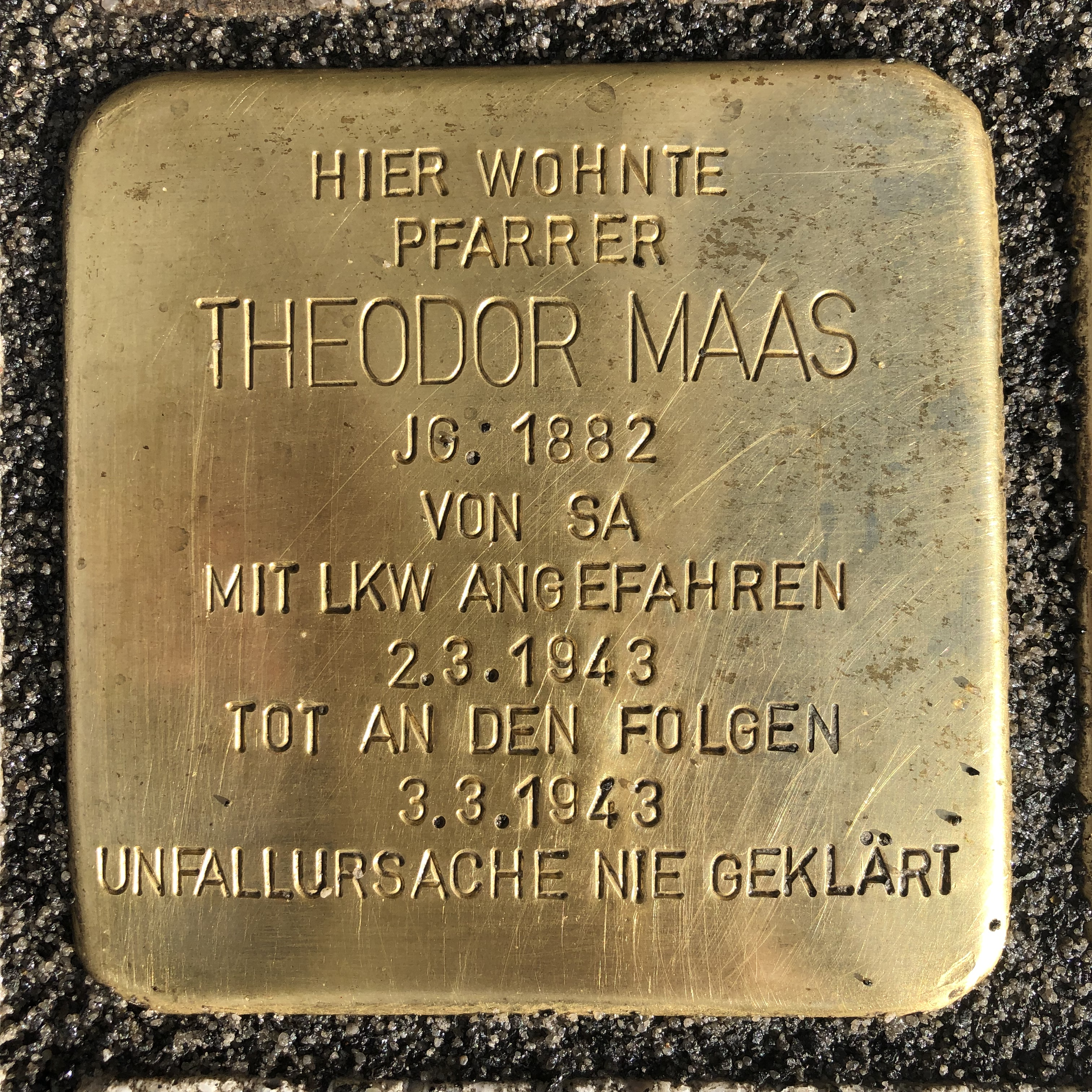
Stolperstein zur Erinnerung an Theodor Maas in der Kirchstraße in Altenkirchen, verlegt am 3. Februar 2022

Maximilian Theodor Maas (* 19. August 1882 in Breslau; † 3. März 1943 in Altenkirchen, Westerwald) war ein deutscher evangelischer Pfarrer, der – als sogenannter „Halbjude“ – zahlreichen Angriffen in der Zeit des Nationalsozialismus ausgesetzt war.

## Leben und Wirken
Theodor Maas, dessen Vater vom jüdischen zum christlichen Glauben übergetreten war, studierte Evangelische Theologie und wurde anschließend 1909 Pfarrer im Rheinland – zuerst in Hünxe, dann in Grevenbroich. In dieser Zeit lernte er seine aus Viersen stammende Frau Babette, geb. Kolb, kennen und heiratete. Das Ehepaar hatte zwei Söhne, die 1912 und 1913 geboren wurden. Nachdem die Evangelische Kirchengemeinde Altenkirchen 1921 Theodor Maas zum Pfarrer für den westlichen Bezirk gewählt hatte, zog die Familie in die Stadt um. Maas wurde schnell ein beliebter Seelsorger seiner Gemeinde.
Pfarrer Maas selbst hat früh das Wesen des Nationalsozialismus durchschaut und den Mut aufgebracht, öffentlich dagegen Stellung zu nehmen. In einer Predigt Anfang März 1933 sagte er:
„Wir freuen uns der nationalen Selbstbesinnung unseres Volkes. Aber schlimm ist es, wenn man die Gelegenheit dazu benutzt, um ein deutsches Christentum zurechtzumachen. Da wird Christus zum Ideal deutschen Wesens. Da muß er herhalten, um wirkliche oder vermeintliche Tugenden des deutschen Menschen darzustellen. Da wird alles das beseitigt, was mit diesen Wünschen nicht übereinstimmt, auch sein Kreuz entleert.... Da wird sein Name mißbraucht, um das deutsche Wesen über alles andere Menschentum zu erhöhen. Während es im Christentum doch um ganz andere Dinge geht. Das Herz des hochgewachsenen blonden Germanen ist dasselbe trotzige und verzagte Ding, wie das des Juden, Afrikaners oder Hindu und findet nur Vergebung und Erneuerung durch Christi Kreuz.“
Maas wurde ab 1933 als „Mischling ersten Grades“ zunehmend und schließlich systematisch schikaniert, nicht nur von den örtlichen Instanzen der NSDAP und den Verwaltungsorganen der Stadt, sondern auch von seinem damaligen Amtsbruder Pfarrer Ludwig Heckenroth, der Inhaber der vormals lutherischen Pfarrstelle war. Auch die Aktivitäten von Theodor Maas für die „Bekennende Kirche“, der er sich angeschlossen hatte, verstärkten den Druck auf ihn.
Maas erteilte zwischen 1933 und 1943 – nach der Abschaffung des Religionsunterrichtes an den kleineren Volksschulen im Kreis Altenkirchen in wechselnden Privathäusern weiter Religionsunterricht, weil sich nationalsozialistische Volksschullehrer weigerten, das Fach weiterhin zu unterrichten. In überlieferten Predigten ist seine widerständige Geisteshaltung und die Kritik am Krieg und dem nationalsozialistischen Regime greifbar. Pfarrer Maas besuchte ab November 1938 regelmäßig die völlig verarmte Familie Löbl, die ebenfalls jüdische Wurzeln hatte und unterstützte sie mit Nahrungsmitteln. Maas hat so die evangelische Bildung von Kindern und Jugendlichen aufrechterhalten. „Dies war ein mutiges Zeichen des Widerstandes gerade angesichts seiner persönlichen Verfolgungsgeschichte als Pfarrer mit jüdischen Vorfahren“.

## Tod

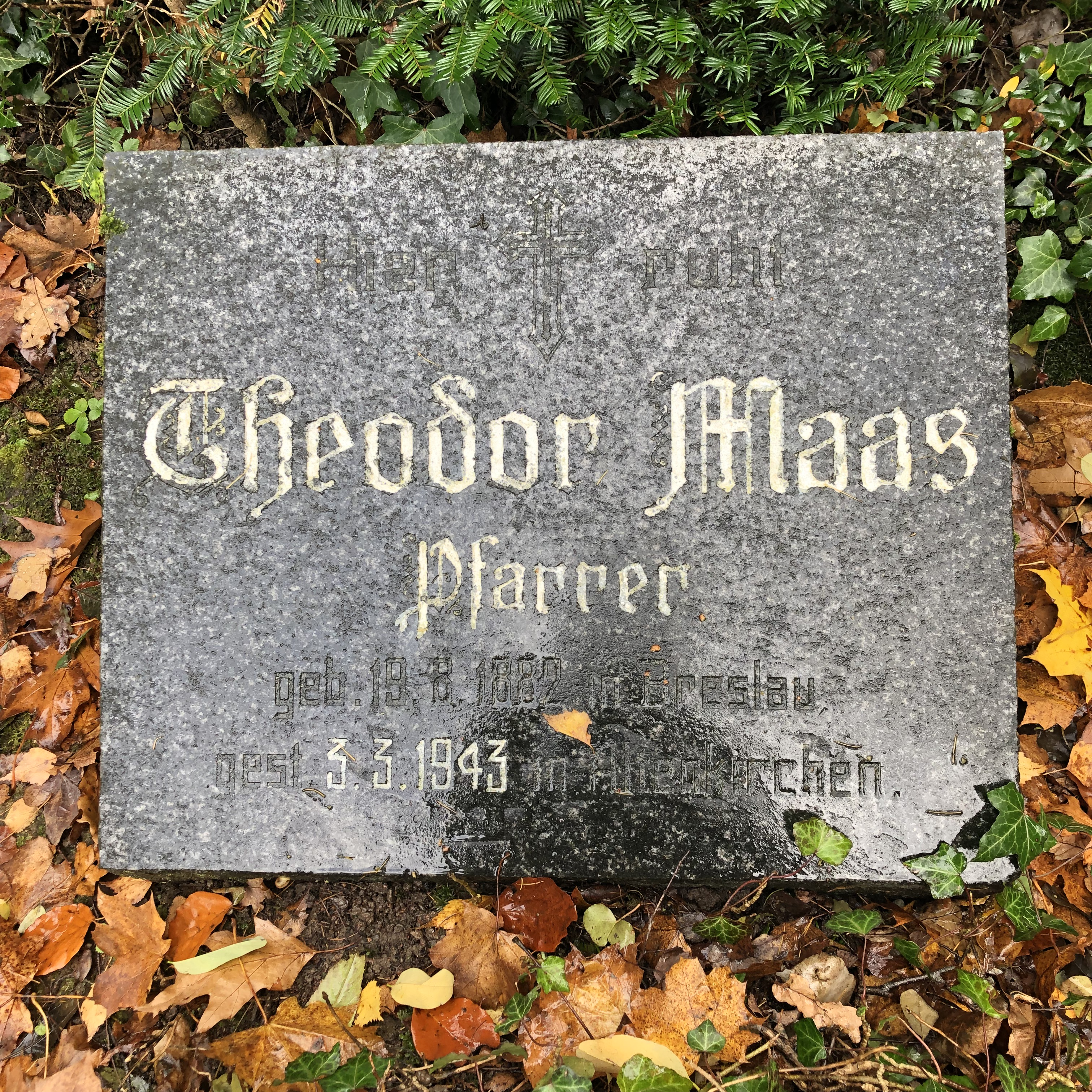
Grabstein Theodor Maas auf dem Waldfriedhof Altenkirchen

Pfarrer Maas wurde am 2. März 1943 auf dem Rückweg von einem abendlichen Besuch an der Kreuzung Kumpstraße/ Kölner Straße in Altenkirchen von einem LKW angefahren und so schwer verletzt, dass er am folgenden Morgen starb. Die wahren Todesumstände wurden verschleiert; als Todesursache attestierte man von offizieller Seite „Schlaganfälle“. Dass diese wohl Folgen eines Schädelbasisbruchs waren, blieb unerwähnt. Zur Ursache des Todes von Theodor Mass gab es verschiedene Versionen; sie reichten von Schlaganfall bis Autounfall. „Ich habe immer nur gehört, mein Großvater sei von einem Lastwagen angefahren worden“, so der Enkel.
Pfarrer Maas wurde am 7. März 1943 mit einem für Altenkirchen beispiellos großen Trauergeleit zu Grabe getragen. Die Trauerfeier fand in der überfüllten Kirche statt, in der Pfarrer Maas nach seinem Tode am 3. März 1943 aufgebahrt war. Während dieser Zeit waren die Kirchenportale mit Sechszöllern zugenagelt, die Trauerfeier wurde durch Einwerfen der Fenster gestört und der Trauerzug mit Steinen beworfen. Viele Gemeindeglieder waren über den plötzlichen Tod ihres Pfarrers tief erschüttert und haben ihm durch die große Beteiligung bei der Beerdigung – allen Drohungen des NS-Regimes zum Trotz – die letzte Ehre erwiesen. Zwei Konfirmanden trugen einen großen Kranz auf dem ganzen Wege von der Kirche bis zum Waldfriedhof, und auch viele katholische Christen haben sich bewusst dem Trauerzug angeschlossen.

## Aufarbeitung und Erinnerung

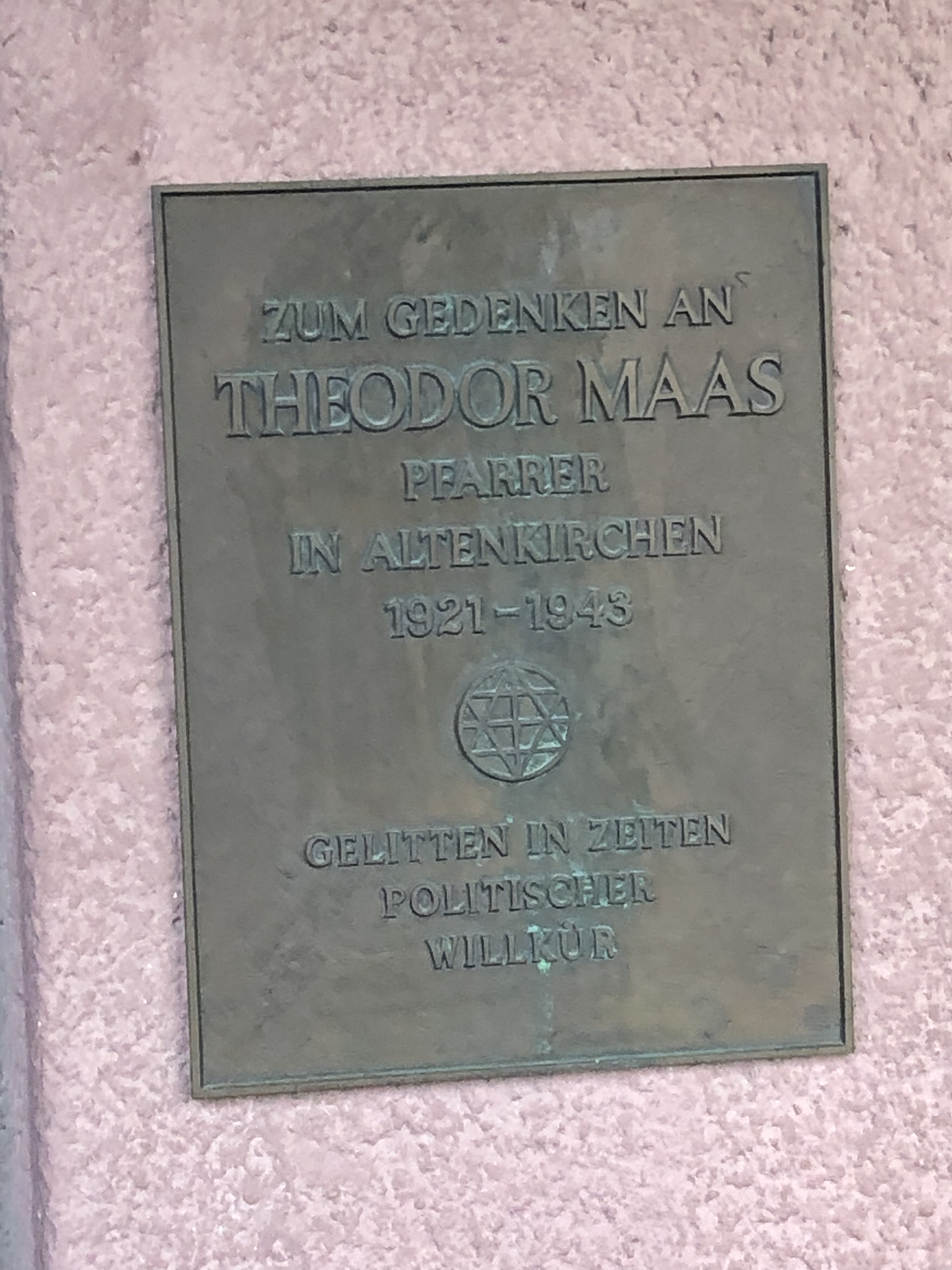
Gedenkplakette an Theodor Maas (Christuskirche Altenkirchen)

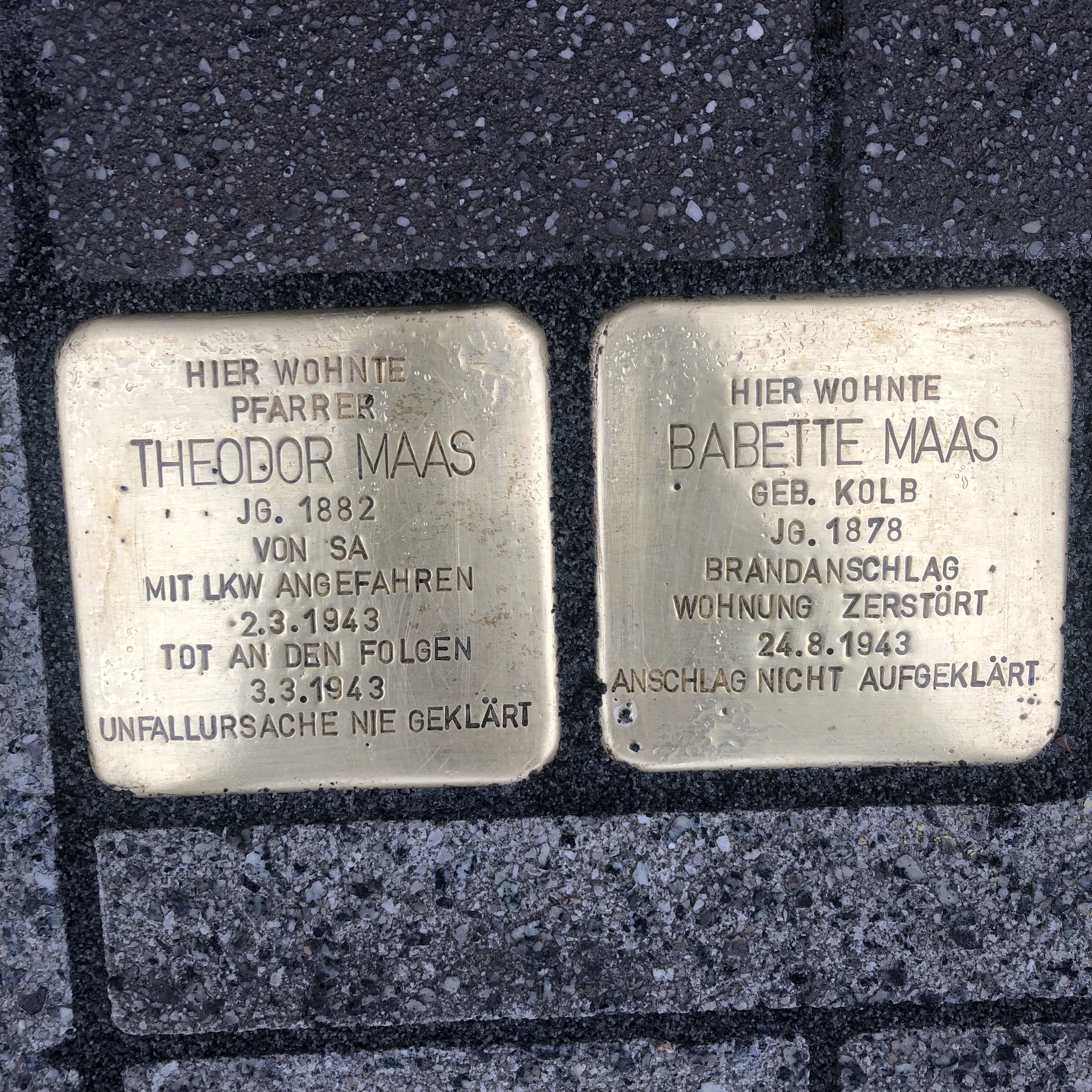
Unterhalb des ehemaligen Pfarrhauses erinnern seit Februar 2022 zwei Stolpersteine an Theodor und Babette Maas

Die Geschichte um Pfarrer Theodor Maas geriet in der Nachkriegszeit in Vergessenheit und wäre auch nicht mehr im öffentlichen Bewusstsein, hätten nicht in den Jahren 1985/86 Bürger der Stadt auf sie aufmerksam gemacht, als es um die geplante Räumung des Familiengrabes Maas in Altenkirchen ging. Angesichts dieser großen Demonstration für die Erinnerung an einen verfolgten Mitbürger hat schließlich der Stadtrat der Stadt Altenkirchen – nachdem ihm von verschiedenen Seiten der Leidensweg von Pfarrer Maas zur Kenntnis gebracht worden war – 1986 beschlossen, die Grabstätte von Pfarrer Maas und seiner Familie aus geschichtlichen Gründen und aus öffentlichem Interesse weiter zu erhalten. Auch eine Gedenktafel erinnert seit 1988 am Eingang der Christuskirche an ihn.
Durch die jährliche Auslobung des „Pfarrer-Theodor-Maas-Preises“, der für herausragende Leistungen von heimischen Schülern im Fach „Evangelische Religion“ vergeben wird, hat der Kirchenkreis Altenkirchen seit 2018 ein Stück Erinnerungskultur geschaffen. Erstmals wurde der Preis bei der Kreissynode 2017 an die Schülerin Anna Culmann (Freiherr-vom-Stein-Gymnasium Betzdorf) vergeben, die sich mit ihrer Arbeit zu  „Kirchenpolitik und christliches Bekenntnis 1933. Die Sportpalastrede des Gauobmanns Dr. Krause und ihre weit reichenden Auswirkungen“ ebenfalls mit den Jahren des NS-Regimes und den heimischen Geschehnisse beschäftigt hatte.
Die Kirchengemeinde Altenkirchen benannte im März 2019 ihr Gemeindezentrum in „Theodor-Maas-Haus“ um.
Am 3. Februar 2022 erfolgte die Verlegung von zwei Stolpersteinen zur Erinnerung an Theodor Maas und seine Frau am Standort des früheren Pfarrhauses.